# Romanzo famigliare
Romanzo famigliare è una serie televisiva italiana del 2018 ideata e diretta da Francesca Archibugi, prodotta da Rai Fiction e Wildside. È andata in onda in prima visione TV su Rai 1 dal 8 gennaio 2018 con due episodi a serata.

## Trama
Micol, clarinettista sedicenne, resta incinta del suo giovane insegnante, Federico. La sua storia si intreccia con quella di sua madre Emma, rimasta incinta di lei a diciassette anni e che, col crescere della pancia della figlia, diventerà madre adulta, finalmente capofamiglia. Tornerà infatti a Livorno, sua città natale, dove dovrà fare i conti con il suo passato, soprattutto con l'ingombrante padre, ricco industriale.

## Episodi
| Stagione       | Episodi | Prima TV Italia |
| -------------- | ------- | --------------- |
| Stagione unica | 12      | 2018            |

## Colonna sonora
La canzone della sigla, Tu non sai, è interpretata da Nada, e forma anche il tema musicale, composto e orchestrato da Battista Lena.

## Elenco Note
1. ↑   MYmovies.it, Romanzo famigliare, su MYmovies.it. URL consultato il 5 giugno 2025.
2. ↑   Romanzo famigliare - Episodi, su RaiPlay. URL consultato il 5 giugno 2025.
3. ↑   Tu non sAI - Romanzo Famigliare - NADA - Rai, su it.readkong.com. URL consultato il 5 giugno 2025.